# Cheilister lucidulus
Cheilister lucidulus är en skalbaggsart som beskrevs av August Reichensperger 1924. Cheilister lucidulus ingår i släktet Cheilister och familjen stumpbaggar. Inga underarter finns listade i Catalogue of Life.